# Béatrice Berthet
Béatrice Berthet est une skieuse paralympique suisse. Elle participe aux épreuves de ski alpin des Jeux paralympiques d'hiver de 1984, de 1988 et de 1992. Elle remporte deux médailles de bronze à Innsbruck en 1988.

## Biographie
Béatrice Berthet est une skieuse paralympique originaire de Buchillon dans le canton de Vaud. Elle grandit à Buchillon puis déménage à Genève. Elle porte une prothèse depuis 1977, à l'âge de 10 ans, en raison d'une tumeur osseuse au tibia qui nécessite une amputation au dessus du genou droit.
Elle a une maturité en spécialité musique. Elle étudie les sciences politiques à l'Université de Genève.

## Carrière
Béatrice Berthet commence la compétition à 14 ans.
Elle ne peut pas participer aux championnats du monde de 1982 en raison d'une « question de règlement ».
Elle participe aux Jeux paralympiques d'hiver de 1984 qui se déroulent à Innsbruck. Elle concourt dans la catégorie LW4 et se classe quatrième du slalom géant, et cinquième de la descente,. Elle est éliminée lors du slalom.
Elle remporte la médaille d'argent de la descente des championnats du monde de Sälen en 1986.
Elle se blesse entre 1986 et 1987.
Elle participe aux Jeux paralympiques d'hiver de 1988 qui sont déplacés de Calgary à Innsbruck. Elle , Berthet termine à la 3e place du slalom LW10 en 1 min 45 s 39 et en slalom géant avec un temps de 2 min 24 s 85.
Elle est retenue pour les championnats du monde de 1990 à Winter Park. Elle y termine deuxième du super-G, du slalom et du slalom géant ainsi que troisième de la descente. Elle a droit à une réception officielle à Buchillon après ces championnats.
Elle est retenue pour les Jeux paralympiques d'hiver de 1992 à Tignes, elle termine sixième du slalom féminin LW3,4,9. Elle s'y plaint de l'organisation. Elle met un terme à sa carrière professionnelle après ces Jeux paralympiques.